# Великий Бучек (Злотовський повіт)
Великий Бучек (пол. Wielki Buczek) — село в Польщі, у гміні Ліпка Злотовського повіту Великопольського воєводства.
Населення — 263 особи (2011).
У 1975-1998 роках село належало до Пільського воєводства.

## Демографія
Демографічна структура станом на 31 березня 2011 року:
|          | Загалом | Допрацездатний вік | Працездатний вік | Постпрацездатний вік |
| -------- | ------- | ------------------ | ---------------- | -------------------- |
| Чоловіки | 127     | 24                 | 85               | 18                   |
| Жінки    | 136     | 24                 | 80               | 32                   |
| Разом    | 263     | 48                 | 165              | 50                   |